# Ronald Murray
Ronald Murray, detto Flip (Filadelfia, 29 luglio 1979), è un ex cestista statunitense, professionista nella NBA.

## Carriera
È stato selezionato dai Milwaukee Bucks al secondo giro del Draft NBA 2002 (42ª scelta assoluta).

## Statistiche

### NBA

#### Regular Season
| Anno      | Squadra             | PG  | PT | MP   | TC%  | 3P%  | TL%  | RP  | AP  | PRP | SP  | PP   |
| --------- | ------------------- | --- | -- | ---- | ---- | ---- | ---- | --- | --- | --- | --- | ---- |
| 2002-2003 | Milwaukee Bucks     | 12  | 0  | 3,5  | 34,6 | 0,0  | 62,5 | 0,1 | 0,3 | 0,3 | 0,0 | 1,9  |
| 2002-2003 | Seattle S.Sonics    | 2   | 0  | 10,0 | 40,0 | 0,0  | -    | 1,5 | 1,0 | 0,0 | 0,0 | 2,0  |
| 2003-2004 | Seattle S.Sonics    | 82  | 18 | 24,6 | 42,5 | 29,3 | 71,5 | 2,5 | 2,5 | 1,0 | 0,3 | 12,4 |
| 2004-2005 | Seattle S.Sonics    | 49  | 6  | 18,0 | 36,1 | 25,3 | 73,8 | 2,0 | 1,3 | 0,6 | 0,2 | 7,0  |
| 2005-2006 | Seattle S.Sonics    | 48  | 2  | 22,6 | 39,7 | 22,4 | 71,7 | 1,8 | 2,5 | 0,6 | 0,1 | 9,9  |
| 2005-2006 | Cleveland Cavaliers | 28  | 25 | 36,7 | 44,8 | 30,8 | 70,2 | 2,4 | 2,8 | 1,4 | 0,3 | 13,5 |
| 2006-2007 | Detroit Pistons     | 69  | 18 | 21,4 | 40,4 | 28,9 | 72,5 | 1,6 | 2,7 | 0,7 | 0,2 | 6,7  |
| 2007-2008 | Detroit Pistons     | 19  | 2  | 18,3 | 41,0 | 22,2 | 59,5 | 1,9 | 3,4 | 0,7 | 0,1 | 7,5  |
| 2007-2008 | Indiana Pacers      | 23  | 17 | 22,9 | 42,5 | 38,9 | 75,4 | 2,0 | 3,5 | 1,1 | 0,1 | 11,0 |
| 2008-2009 | Atlanta Hawks       | 80  | 2  | 24,7 | 44,7 | 36,0 | 76,0 | 2,1 | 2,0 | 1,1 | 0,2 | 12,2 |
| 2009-2010 | Charlotte Bobcats   | 46  | 1  | 21,6 | 38,9 | 31,3 | 71,0 | 2,1 | 1,8 | 0,6 | 0,3 | 9,9  |
| 2009-2010 | Chicago Bulls       | 29  | 1  | 23,4 | 39,7 | 31,1 | 76,2 | 2,9 | 1,8 | 0,6 | 0,1 | 10,1 |
| Carriera  | Carriera            | 487 | 92 | 22,7 | 41,4 | 30,4 | 72,5 | 2,1 | 2,3 | 0,8 | 0,2 | 9,9  |

#### Playoffs
| Anno     | Squadra             | PG | PT | MP   | TC%  | 3P%  | TL%  | RP  | AP  | PRP | SP  | PP   |
| -------- | ------------------- | -- | -- | ---- | ---- | ---- | ---- | --- | --- | --- | --- | ---- |
| 2005     | Seattle S.Sonics    | 4  | 0  | 15,5 | 21,1 | 0,0  | 57,1 | 1,5 | 1,3 | 0,0 | 0,5 | 3,0  |
| 2006     | Cleveland Cavaliers | 13 | 5  | 30,7 | 33,0 | 20,8 | 81,3 | 3,2 | 1,6 | 0,7 | 0,2 | 8,1  |
| 2007     | Detroit Pistons     | 12 | 0  | 11,3 | 35,5 | 0,0  | 72,7 | 0,8 | 1,2 | 0,3 | 0,1 | 2,5  |
| 2009     | Atlanta Hawks       | 11 | 0  | 31,0 | 34,1 | 28,0 | 86,5 | 2,7 | 2,5 | 1,1 | 0,3 | 11,8 |
| 2010     | Chicago Bulls       | 5  | 0  | 19,4 | 40,5 | 33,3 | 100  | 2,6 | 2,0 | 0,4 | 0,0 | 8,4  |
| Carriera | Carriera            | 45 | 5  | 23,0 | 33,9 | 25,6 | 82,1 | 2,2 | 1,7 | 0,6 | 0,2 | 7,1  |

## Palmarès
- Campione NBDL (2012)